# Dollhouse (EP de Melanie Martinez)
Dollhouse —en español: «Casa de muñecas»— es el primer extended play y debut de la cantante y compositora estadounidense Melanie Martinez, lanzado el 19 de mayo de 2014 por los sellos discográficos Atlantic Records y Warner/Chappell Music. En 2012, Martinez audicionó para la tercera temporada del concurso de talentos estadounidense The Voice, y tras ser eliminada comenzó a trabajar en su EP debut. La intérprete escribió todas las pistas del disco recibiendo ayuda del dúo de compositores y productores Kinetics & One Love y de Robopop. El álbum trata en sus letras temas como las familias disfuncionales, el amor y la ruptura.
Debido a que solo fue publicado en los Estados Unidos, alcanzó la cuarta posición de la lista de Heatseeker Albums. Para promocionar el EP, se publicaron dos sencillos: «Dollhouse» y «Carousel», este último logrando entrar en dos listados de éxitos digitales; asimismo Martinez se embarcó en el Dollhouse Tour (2014-15) que recorrió los Estados Unidos.

## Antecedentes y Extended play
En 2012, Melanie Martinez audicionó para la tercera temporada del concurso de talentos estadounidense The Voice de la NBC, con una versión jazz de «Toxic» de Britney Spears. Tras finalizar su presentación, logró hacer que tres de los cuatro entrenadores —Adam Levine, Blake Shelton y Cee Lo Green— voltearan su sillas, y aunque Shelton y Green intentaron llevarla a sus equipo, ella escogió a Levine para que fuera su entrenador. Su versión del tema posteriormente entró en el top 100 general y el top 10 de las listas de música alternativa de iTunes. En diciembre de ese año, Martinez fue eliminada del programa, por lo que comenzó a trabajar en su trabajo debut, que según mencionó, estaría inspirado en cantantes indie pop populares como Lana del Rey y Kimbra. Por lo tanto, el año siguiente inició una pequeña gira musical a través de los Estados Unidos mientras escribía y grababa su propia música. En abril de 2014, anunció que había firmado un contrato discográfico con Atlantic Records y Warner/Chappell Music, asimismo reveló que estos publicarían su extended play debut, Dollhouse, el 19 de mayo.

## Composición
El EP descrito por la intérprete como «heavy child» —traducible como «niño pesado»— e «historias oscuras endulzadas»; incluyó cuatro canciones con elementos principalmente dark pop. En 2015, Martinez incluyó a «Dollhouse» y «Carousel» en su primer disco, Cry Baby, el cual es un álbum conceptual que cuenta la historia del personaje epónimo. Por tanto ambas canciones y sus historias sirven como partes de la narración principal.
La canción homónima es la primera de la obra y es acerca de la historia de una familia disfuncional que pretende ser perfecta, refiriéndose a cada integrante como una muñeca. Según Martinez, la segunda pista «Carousel» está inspirada por su infancia y «el contraste entre la luz y la oscuridad»: «la luz de "Carousel" es el tema. Se trata de un chico que me engañó para enamorarme y luego me dejó, y él estaba bien con eso». Finalmente «Dead to Me» es sobre ella tratando de «eliminar de mi cerebro» al chico; mientras que «Bittersweet Tragedy», resume toda la agridulce relación en la cual Martinez se centraba en las partes dulces sin darse cuenta de lo amargo que era.

## Sencillos y gira

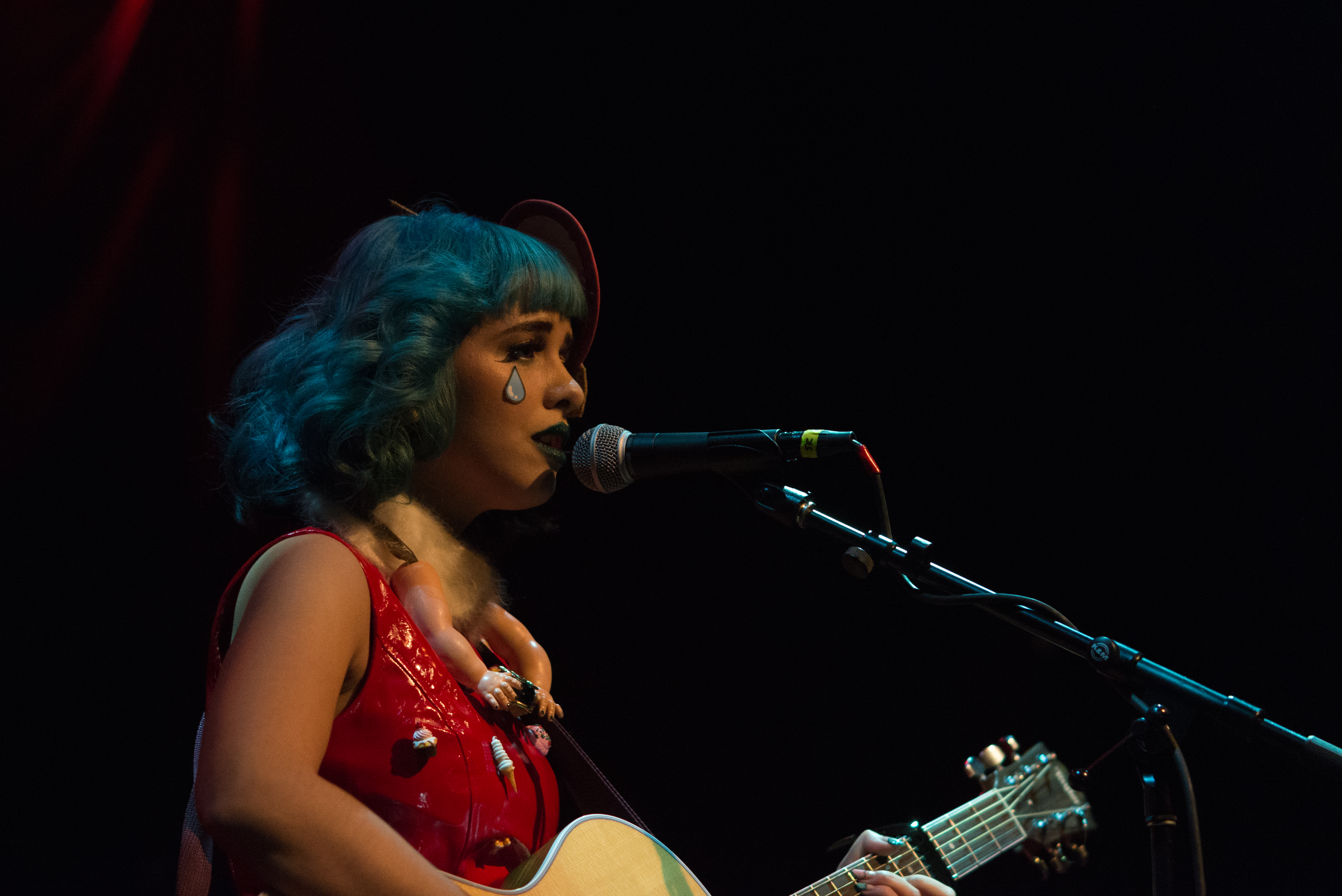
Martinez durante una presentación en el Gramercy Theater de Nueva York como parte de su Dollhouse Tour.

«Dollhouse» fue publicado como el primer sencillo del EP el 10 de febrero de 2014. Escrita por Martinez con ayuda de Jeremy Dussolliet y Tim Sommers, y producida por este último bajo el seudónimo de One Love, contó con un vídeo musical dirigido por Nathan Scialom y Tom McNamara, que muestra a Martinez y a su familia como muñecas que aparentan ser perfectas; la madre es alcohólica, el padre infiel y su hermano un consumidor de marihuana. Martinez publicó el segundo y último sencillo, «Carousel» el  24 de noviembre de 2014 junto a un EP de remezclas a través de la descarga digital. Compuesta nuevamente por Martinez, Dussolliet y Sommers, fue utilizada previamente en septiembre de ese año en los adelantos promocionales para la serie de televisión American Horror Story: Freak Show. Su videoclip fue dirigido por Adam Donald, y estrenado el 15 de octubre. En los Estados Unidos alcanzó el noveno y el trigésimo octavo puesto del Alternative Digital Songs y el Pop Digital Songs, respectivamente.
Con el fin de promocionar Dollhouse, Martinez anunció que se embarcaría en el Dollhouse Tour, una gira de tres partes alrededor del país que comenzó el 4 de junio de 2014 en Filadelfia y terminó el 12 de febrero de 2015 en St. Louis.

## Lista de canciones
| N.º   | Título                | Escritor(es)                                       | Productor(es)           | Duración |  |
| 1.    | «Dollhouse»           | Melanie Martinez · Jeremy Dussolliet · Tim Sommers | Tim «One Love» Sommers  | 3:51     |  |
| 2.    | «Carousel»            | Martinez · Dussolliet · Sommers                    | One Love                | 3:50     |  |
| 3.    | «Dead to Me»          | Martinez · Dussolliet · Sommers                    | One Love                | 3:30     |  |
| 4.    | «Bittersweet Tragedy» | Martinez · Daniel Omelio                           | Daniel «Robopop» Omelio | 4:48     |  |
| 16:01 |                       |                                                    |                         |          |  |

| Dollhouse — Edición de iTunes |                             |                               |          |  |
| N.º                           | Título                      | Director(es)                  | Duración |  |
| 5.                            | «Dollhouse» (vídeo musical) | Nathan Scialom · Tom McNamara | 4:27     |  |
| 20:28                         |                             |                               |          |  |

## Posicionamiento en listas
| País (Lista 2014)                  | Mejor posición |
| ---------------------------------- | -------------- |
| Estados Unidos (Heatseeker Albums) | 4              |